# Partnerschaftsgesellschaftsgesetz
Das Partnerschaftsgesellschaftsgesetz (PartGG) regelt in Deutschland die Voraussetzungen für die 1995 neu geschaffene Rechtsform der Partnerschaft. In einer solchen Partnerschaft können sich Angehörige eines freien Berufes zur Ausübung ihres Berufes zusammenschließen (§ 1 Abs. 1 PartGG). Sie haben gleichwohl auch die Wahl, andere Gesellschaftsformen zu wählen (z. B. die GmbH).
Die Partnerschaft wird beim örtlich zuständigen Partnerschaftsregister angemeldet (§ 4 PartGG). Im Namen der Gesellschaft muss der Name mindestens eines Partners mit dem Zusatz „und Partner“ oder „Partnerschaft“ enthalten sein (§ 2 Abs. 1 PartGG).
Die Partnerschaft tritt damit nach außen als Gemeinschaft auf. Sie trifft sämtliche Rechtsfolgen, die auch einen einzelnen Partner treffen würden. Waren jedoch nur einzelne Partner mit der Bearbeitung eines Auftrags befasst, haften neben der Partnerschaft selbst nur diese dem Gläubiger (§ 8 PartGG). Diese Haftungsbeschränkung betrifft jedoch nur die mit der Berufsausübung verbundenen Rechtsgeschäfte. So haften beispielsweise bei einer Bestellung über Büromaterial alle Gesellschafter wie bei einer GbR gesamtschuldnerisch.